# ホリデイ (マドンナの曲)
「ホリデイ」(Holiday)は、1983年にリリースされたマドンナの楽曲、1枚目のスタジオ・アルバム『バーニング・アップ』から3枚目のシングルとしてリリースされた。

## エピソード
この曲でイギリスの音楽番組『トップ・オブ・ザ・ポップス』に初出演を果たした。
イギリスでは1984年（6位）、1985年（2位）、1991年（5位）の3度に渡ってシングル化されており、いずれもTOP10入りを果たした。
コンサート・ツアーではセットリストに選出される事が多い。

## 収録曲
日本盤 7" シングル
1. ホリデイ
2. アイ・ノウ・イット

日本盤 1999年 マキシ・シングル
1. ホリデイ - 6:08
2. ラッキー・スター - 5:30

## カバー
- en:MC Miker G & DJ Sven - en:Holiday Rap